# Canoë-kayak aux Jeux olympiques d'été de 1972
Navigation
Mexico 1968 Montréal 1976
Résultats des épreuves de Canoë-kayak aux Jeux olympiques d'été de 1972 à Munich.
Pour la première fois, des épreuves de slalom sont disputées.

## Lieu
Les épreuves ont pris place au parcours de régate d'Oberschleißheim, au nord de Munich, construit pour l'occasion.

## Tableau des médailles pour le canoë-kayak
| Rang | Nation               | Or | Argent | Bronze | Total |
| ---- | -------------------- | -- | ------ | ------ | ----- |
| 1    | Union soviétique     | 6  | 0      | 0      | 6     |
| 2    | Allemagne de l'Est   | 4  | 1      | 1      | 6     |
| 3    | Roumanie             | 1  | 2      | 1      | 4     |
| 4    | Allemagne de l'Ouest | 0  | 3      | 2      | 5     |
| 5    | Hongrie              | 0  | 2      | 2      | 4     |
| 6    | Autriche             | 0  | 1      | 0      | 1     |
| 6    | Pays-Bas             | 0  | 1      | 0      | 1     |
| 6    | Suède                | 0  | 1      | 0      | 1     |
| 9    | Bulgarie             | 0  | 0      | 1      | 1     |
| 9    | France               | 0  | 0      | 1      | 1     |
| 9    | Norvège              | 0  | 0      | 1      | 1     |
| 9    | Pologne              | 0  | 0      | 1      | 1     |
| 9    | États-Unis           | 0  | 0      | 1      | 1     |

## Slalom

### Canoë monoplace hommes
| Médaille           | Nom             | Pays                 |
| ------------------ | --------------- | -------------------- |
| Médaille d'or      | Reinhard Eiben  | Allemagne de l'Est   |
| Médaille d'argent  | Reinhold Kauder | Allemagne de l'Ouest |
| Médaille de bronze | James McEwan    | États-Unis           |

### Canoë biplace hommes
| Médaille           | Noms                               | Pays                 |
| ------------------ | ---------------------------------- | -------------------- |
| Médaille d'or      | Walter Hofmann Rolf-Dieter Amend   | Allemagne de l'Est   |
| Médaille d'argent  | Hans-Otto Schumacher Wilhelm Baues | Allemagne de l'Ouest |
| Médaille de bronze | Jean-Louis Olry Jean-Claude Olry   | France               |

### Kayak monoplace femmes
| Médaille           | Nom                  | Pays                 |
| ------------------ | -------------------- | -------------------- |
| Médaille d'or      | Angelika Bahmann     | Allemagne de l'Est   |
| Médaille d'argent  | Gisela Grothaus      | Allemagne de l'Ouest |
| Médaille de bronze | Magdalena Wunderlich | Allemagne de l'Ouest |

### Kayak monoplace hommes
| Médaille           | Nom             | Pays               |
| ------------------ | --------------- | ------------------ |
| Médaille d'or      | Siegbert Horn   | Allemagne de l'Est |
| Médaille d'argent  | Norbert Sattler | Autriche           |
| Médaille de bronze | Harald Gimpel   | Allemagne de l'Est |

## Course en ligne

### 1 000 mètrescanoë monoplace hommes
| Médaille           | Nom             | Pays                 |
| ------------------ | --------------- | -------------------- |
| Médaille d'or      | Ivan Patzaichin | Roumanie             |
| Médaille d'argent  | Tamás Wichmann  | Hongrie              |
| Médaille de bronze | Detlef Lewe     | Allemagne de l'Ouest |

### 1 000 mètrescanoë biplace hommes
| Médaille           | Noms                             | Pays             |
| ------------------ | -------------------------------- | ---------------- |
| Médaille d'or      | Vladas Česiūnas Yuri Lobanov     | Union soviétique |
| Médaille d'argent  | Ivan Patzaichin Serghei Covaliov | Roumanie         |
| Médaille de bronze | Fedia Damianov Ivan Burtchin     | Bulgarie         |

### 500 mètreskayak monoplace femmes
| Médaille           | Nom                 | Pays             |
| ------------------ | ------------------- | ---------------- |
| Médaille d'or      | Yulia Ryabchinskaya | Union soviétique |
| Médaille d'argent  | Mieke Jaapies       | Pays-Bas         |
| Médaille de bronze | Anna Pfeffer        | Hongrie          |

### 1 000 mètreskayak monoplace hommes
| Médaille           | Nom                  | Pays             |
| ------------------ | -------------------- | ---------------- |
| Médaille d'or      | Aleksandr Shaparenko | Union soviétique |
| Médaille d'argent  | Rolf Peterson        | Suède            |
| Médaille de bronze | Géza Csapó           | Hongrie          |

### 500 mètreskayak biplace femmes
| Médaille           | Noms                                           | Pays               |
| ------------------ | ---------------------------------------------- | ------------------ |
| Médaille d'or      | Lyudmila Khvedosyuk-Pinaeva Ekaterina Kuryshko | Union soviétique   |
| Médaille d'argent  | Ilse Kaschube Petra Grabowsky                  | Allemagne de l'Est |
| Médaille de bronze | Maria Nichiforov-Mihoreanu Viorica Dumitru     | Roumanie           |

### 1 000 mètreskayak biplace hommes
| Médaille           | Noms                                | Pays             |
| ------------------ | ----------------------------------- | ---------------- |
| Médaille d'or      | Nikolai Gorbachev Viktor Kratasyuk  | Union soviétique |
| Médaille d'argent  | József Deme János Rátkai            | Hongrie          |
| Médaille de bronze | Władysław Szuszkiewicz Rafał Piszcz | Pologne          |

### 1 000 mètreskayak quatre places hommes
| Médaille           | Noms                                                         | Pays             |
| ------------------ | ------------------------------------------------------------ | ---------------- |
| Médaille d'or      | Yuri Filatov Yuri Stetsenko Vladimir Morozov Valeri Didenko  | Union soviétique |
| Médaille d'argent  | Aurel Vernescu Mihai Zafiu Roman Vartolomeu Atanase Sciotnic | Roumanie         |
| Médaille de bronze | Egil Søby Steinar Amundsen Tore Berger Jan Johansen          | Norvège          |